# Ricardo Thomas
Ricardo Theodore Thomas (ur. 30 maja 1990 w Kingston) – jamajski piłkarz występujący na pozycji obrońcy, zawodnik Waterhouse FC. Reprezentant Jamajki.

## Życiorys

### Kariera klubowa
Swoją karierę piłkarską rozpoczął w jamajskim klubie Greenwich Town FC. Następnie był zawodnikiem klubów: Newlands FC, Molynes United FC i Maverley Hughenden FC. 1 lipca 2017 podpisał kontrakt z Waterhouse FC z National Premier League. 

### Kariera reprezentacyjna
W reprezentacji Jamajki zadebiutował 27 kwietnia 2018 na stadionie Warner Park Sporting Complex (Basseterre, Saint Kitts i Nevis) w wygranym 3:1 meczu towarzyskim z Saint Kitts i Nevis. 

## Sukcesy

### Klubowe
Waterhouse FC
- Zdobywca drugiego miejsca w National Premier League: 2017/2018, 2018/2019
- Zdobywca drugiego miejsca w CFU Club Championship: 2019